# Kristýna Svobodová
Kristýna Svobodová je česká modelka, finalistka České Miss 2014.

## Osobní život
Pochází z Brna. V letech 2007-2011 studovala na brněnském gymnáziu v Elgartově ulici. Poté studovala německý jazyk na Filozofické fakultě Masarykovy univerzity.
Díky znalosti německého jazyka se dostala na marketingovou stáž do firmy Porsche, která má pobočku v Praze. Nyní[kdy?] v této firmě pracuje jako marketing assistant a studuje kombinovanou formu oboru Mediální a sociální komunikace na Univerzitě Jana Amose Komenského v Praze. Ovládá angličtinu a němčinu.[zdroj?]

## Soutěže krásy
- Česká Miss 2013 – semifinalistka
- Česká Miss 2014 – finalistka